# Pointe Batterie (Bouillante)
Pour les articles homonymes, voir Batterie.
Ne doit pas être confondu avec Pointe Batterie.
La pointe Batterie est un cap de Guadeloupe situé à Bouillante. 

## Géographie
Il se situe face aux îlets Pigeon et forme avec la pointe de Malendure la plage de Malendure. 
La pointe Batterie est connue pour son site de plongée et abrite un club de plongée et un restaurant. 

## Histoire
La pointe Batterie tient son nom de la batterie qui gardait la rade de Malendure. Des vestiges y ont été découverts en 1975 lorsque le club de plongée (auj. Les Heures saines) qui, à l'époque appartenait au Club Méditerranée, y a construit.